# Il tribunale dell'onore
Il tribunale dell'onore (Суд чести) è un film del 1948 diretto da Abram Matveevič Room.